# Instituto de Estudios Avanzados Radcliffe
El Instituto de Estudios Avanzados Radcliffe (Radcliffe Institute for Advanced Study en idioma inglés) es un centro docente de la Universidad Harvard. 
Anteriormente fue una universidad femenina denominada Radcliffe College, también ubicada en Cambridge, Massachusetts (Estados Unidos). Era una institución para mujeres independiente en su fundación y adscrita posteriormente a la Universidad Harvard. Fue parte del conjunto de universidades para mujeres conocido en Estados Unidos como Seven sisters. Su absorción completa por Harvard tuvo lugar en 1999. Desde entonces el campus de Radcliffe funciona como un instituto de investigación dentro de Harvard, y las residencias de las alumnas han sido incorporadas como residencias de Harvard.

## Historia
El «Anexo Harvard», un programa privado para la educación de mujeres por parte de la Universidad de Harvard se fundó en 1879 luego de prolongados esfuerzos de muchas mujeres para ganar acceso al claustro. El fundador de la institución fue Arthur Gilman.
Con el respaldo de la Asociación para la Educación de Mujeres de Boston y bajo la conducción de un comité de mujeres, el Anexo se incorporó en 1882 a la Sociedad para la instrucción universitaria de mujeres, con Elizabeth Cary Agassiz como presidenta. Ella y la asociación esperaban que promoviendo donaciones lograrían convencer a Harvard para volcarse a la tarea de educar mujeres. La universidad, sin embargo, se resistió.
En 1904 un popular historiador escribió acerca de la creación de Radcliffe: «...se creó la cas en dos habitaciones no preparadas para ello en la Appian Way, Cambridge....probablemente en toda la historia de las universidades en Estados Unidos no se podrá hallar algo tan lleno de color e interés como el inicio de esta institución.El baño de la pequeña casa fue instalado como laboratorio de física, estudiantes y profesores sufriendo por igual los inconvenientes. Como se trataba de una casa de familia, se dio un generoso trato maternal a las jóvenes que la necesitaran.»
Fue aprobado como Radcliffe College por la mancomunidad de Massachusetts en 1894: el Boston Globe tituló «Presidente de Harvard firma los diplomas de las bellas graduadas». La institución recibió su nombre en honor de Ann Mowlson, nacida Radcliffe, que estableció la primera beca de Harvard en 1643. La primera presidenta fue Elizabeth Cary Agassiz, viuda del profesor de Harvard Louis Agassiz. Radcliffe construyó su propio campus en Cambridge, no lejos de Harvard. 

### Elogios de la prensa
En 1896 The Globe tituló un artículo: «Dulces jóvenes.Graduadas en bandadas en Radcliffe. Comienzan las prácticas en el teatro Sanders. Galerías llenas de bellas amigas y estudiantes. Guapa Sra. Agassiz pronunció bello discurso. El Presidente Eliot elogia el trabajo de la nueva institución». Y continuaba: «Eliot aseveró que el porcentaje de graduadas con distinción es mucho mayor en Radcliffe que en Harvard», y que «aunque es suficiente para comprobar que las mujeres tienen la originalidad y el espíritu pionero que les permitirá ser líderes, quizá lo serán cuando tengan tantas generaciones educadas como los hombres».
Ada Comstock, líder en educación de la Universidad de Minnesota y el Smith College fue la famosa rectora en 1923-1943.

### Unificación con Harvard
Durante la Segunda Guerra Mundial Harvard y Radcliffe firmaron un convenio que permitió a las mujeres tomar clases en Harvard por primera vez, comenzando oficialmente la educación mixta en 1943.
Desde 1963 las estudiantes de Radcliffe comienzan a recibir sus diplomas firmados conjuntamente por los rectores de ambas instituciones, y los programas conjuntos se iniciaron en 1970. El mismo año varios dormitorios de Harvard y Radcliffe comenzaron experimentalmente a intercambiar estudiantes, hasta que en 1972 se institucionalizó completamente la residencia mixta. Los departamentos de deportes se unificaron poco después. 
Un segundo convenio en 1977 incluyó a las estudiantes de Radcliffe como alumnas plenas de Harvard, manteniendo su inscripción en Radcliffe como un simple formalismo. En la práctica las energías de Radcliffe, que permaneció como institución independiente, se enfocaron en otras iniciativas, como el programa de fraternidad Bunting, en lugar de atender alumnas mujeres. Durante este períódo la comunidad educativa fue conocida oficialmente como «Harvard y Radcliffe», o viceversa, y las graduadas mujeres continuaron recibiendo sus diplomas firmados por ambos rectores, aunque ya Radcliffe no programaba cursos exclusivos para mujeres.
El 1 de octubre de 1999, el convenio llegó a su fin, y Radcliffe fue enteramente absorbido por la Universidad Harvard: las estudiantes pasaron a ser únicamente alumnas de Harvard, mientras que Radcliffe se convirtió en el Instituto de Estudios Avanzados Radcliffe. Actualmente el Instituto Radcliffe premia anualmente con docenas de becas a académicos prominentes. Su biblioteca Schlesinger es uno de los mayores repositorios de Estados Unidos por su contenido de manuscritos y archivos referidos a la historia de la mujer.

## Alumnas notables
Muchas alumnas de Radcliffe se han convertido con el tiempo en personajes notables en sus respectivos campos, como las escritoras  Gertrude Stein y Margaret Atwood, Benazir Bhutto, primera ministro de Pakistán, la escritora y activista Helen Keller, la astrónoma Henrietta Swan Leavitt, la historiadora Elizabeth Eisenstein, la actriz  Stockard Channing, Eva Beatrice Dykes, primera mujer de origen afroamericano en completar los requisitos para un doctorado, y Cecilia Helena Payne-Gaposchkin que en 1925 se convirtió en la primera persona en lograr un doctorado en el área de astronomía en el Radcliffe College (actualmente parte de Harvard) y lo hizo gracias a su disertación sobre “atmósferas estelares, una contribución al estudio de observación de las altas temperaturas en las capas inversoras de estrellas” (Stellar Atmospheres, A Contribution to the Observational Study of High Temperature in the Reversing Layers of Stars).